# Kumalarang
Kumalarang là một đô thị cấp bốn ở tỉnh Zamboanga del Sur, Philippines. Theo điều tra dân số năm 2000, đô thị này có dân số 24.926 người trong 4.520 hộ.

## Các đơn vị hành chính
Kumalarang, về mặt hành chính, được chia thành 18 khu phố (barangay).
| - Bogayo - Bolisong - Boyugan Đ - Boyugan West - Bualan - Diplo - Gawil - Gusom - Kitaan Dagat | - Lantawan - Limamawan - Mahayahay - Pangi - Picanan - Poblacion - Salagmanok - Secade - Suminalum |